# Elizabeth de Portzamparc
Elizabeth de Portzamparc é uma arquiteta franco-brasileira.

## Biografia
Nascida no Rio de Janeiro, ela desenvolve desde muito cedo o gosto pela arte. Quando criança, seu pai, originário de Belo Horizonte e apaixonado por arquitetura, leva-a com frequência a Pampulha e lhe fala do "gênio de Oscar Niemeyer", o qual ele conhecia e admirava. Na sua juventude, encorajada por Iberê Camargo, amigo de seus pais, ela começa a praticar arte conceitual. Faz seus estudos nos colégios Sagrado Coração de Jesus, Santa Úrsula e Brasileiro de Almeida, e é aprovada no vestibular para entrar na faculdade de Economia e Sociologia da PUC do Rio, curso que começa mas logo abandona por ter de deixar o País.
Mais tarde, na França, paralelamente aos estudos de antropologia, sociologia urbana (Universidade Paris V) e planejamento regional (IEDES - Paris I), ela se dedica durante alguns anos exclusivamente a questões urbanas: novas cidades, IAURIF (Instituto de Planejamento Urbano e Desenvolvimento da região Île-de-France, hoje chamado simplesmente IAU), e sobretudo o Ateliê de Planejamento Urbano de Antony, nos arredores de Paris. Lá, ela desenvolveu em 77/78 estudos pioneiros sobre os conceitos de “bairros / sub-bairros”,  levando as noções de “vida local” e conexões territoriais para o centro dos princípios fundadores das políticas de planejamento urbano.
Em 1980 ela é admitida através de concurso para a lista de aptidão ao ensino nas escolas de arquitetura francesas e leciona na Escola de Arquitetura de Paris-la-Seine entre 1984 e 1988.
Em 1982, realiza um estudo intitulado Extension de la Démocratie Locale para o então Ministério do Meio-Ambiente e das Condições de vida.
Em 1984, faz um estudo operacional para o então Ministério do Equipamento, criando a primeira estrutura intermunicipal de urbanismo para o projeto da Coulée Verte do Sul de Paris. Esse estudo seria mais tarde desenvolvido e finalizado pelo IAURIF.
Em 1986 ela abre e dirige a Galeria Mostra em Paris. Rodeada de artistas, designers e arquitetos como Jean Nouvel, Rem Koolhaas, Christian de Portzamparc (seu marido), François Rouan, Pierre Buraglio, Arata Isozaki, Bernar Venet e Peter Klasen, entre outros, ela questiona a abordagem criativa própria aos arquitetos, artistas e designers de móveis contemporâneos da época. Por conseguinte, através de exposições temáticas, ela desenvolve uma diversidade de ideias singulares que demonstram de maneira clara as especificidades de cada campo criativo, o que lhe vale as manchetes de várias revistas francesas e internacionais e leva sua galeria ao pódio das melhores de Paris.
Ela cria em 1985 a escrivaninha "24 horas", que vai a exposição no Salão dos Artistas Decoradores e na Fondation Cartier em 1988 durante a exposição MDF, des créateurs pour un matériau (MDF, vários criadores para um material, em tradução livre), na qual conhece um grande sucesso e é adquirido pela Fundação National de Arte Contemporânea.
Em 1987, cria sua própria agência de arquitetura, que se distingue desde então por inúmeros projetos que abordam diversas escalas de realização.

## Carreira
Em 1989 ela ganha o concurso para a criação do Centro de Informação da Assembléia Nacional da França, e em 1992 ganha o concurso do projeto de museografia para o Museu da Coréia, para o quel cria um percurso museal urbano, baseado num dispositivo de ruas interiores que prolongam o espaço público exterior passando pelas salas de exposição. As salas contêm grandes aberturas, como vitrines que dão para essas ruas interiores que se tornam bastante vivas, animadas, e trazem uma qualidade indiscutível à visita do museu.
Em 1995, ela cria a museografia do Museu da Bretanha, em Rennes, para o qual também projeta uma biblioteca, praças interiores abertas e espaços para crianças. Esse projeto traz consagração ao estilo de Elizabeth de Portzamparc: através de todas as suas realizações, sua experiência de urbanista ganha cada vez mais sentido. Ela se inspira na morfologia urbana para propor "espaços urbanos" interiores que acolhem os diferentes ciclos históricos. As cenografias das primeiras sequências são instaladas em espaços que lembram prédios e praças; as seguintes, em espaços organizados como uma rua, e a das duas grandes guerras é apresentada num túnel, um espaço mais dramático que lembra esse tenebroso período de nossa história. O período contemporâneo que se constrói foi instalado numa praça aberta bastante interativa e evolutiva.
Uma das raras mulheres arquitetas a terem vencido concursos internacionais, Elizabeth ganhou em 1997 o concurso para criação das estações e do mobiliário urbano do tramway da metrópole de Bordeaux. Suas estações foram concebidas como mini-praças espalhadas pela cidade, acessíveis e facilmente apropriáveis, baseadas nas ideias de transparência, leveza e velocidade, mas acima de tudo com o objetivo de criar uma identidade metropolitana comum. Uma mesma linha de elementos de mobiliário urbano, implantada de maneira a revelar as características próprias a cada lugar pelo qual as linhas do tramway passam, cria uma identidade inequívoca.
Em sua atividade de arquiteta e urbanista, Elizabeth de Portzamparc cria seus prédios como símbolos arquitetônicos portadores de novos valores, referenciais urbanos fortes que estruturam e habitam perfeitamente o lugar onde são instalados. Abertos à cidade e aos seus habitantes, o Museu da Romanité, a Grande Biblioteca (Grand Équipement Documentaire) do Campus Universitário Condorcet em Aubervilliers e a Estação Ferroviária de Le Bourget, uma das estações emblemáticas do Grand Paris, foram pensados como “lugares para se viver” que podem ser facilmente apropriados. Muito mais do que equipamentos urbanos eficazes, sua arquitetura porosa e atravessada por suas ruas interiores os torna abertos a todos. Suas praças abertas interiores são verdadeiros espaços públicos protegidos e iluminados, suporte para as atividades locais e para a qualidade de vida de seus usuários. 
Graças à sua dupla abordagem sociológica e arquitetônica, ela combina a exigência dos planos social, urbano e ecológico com uma realização otimizada da forma, uma ação coerente e visível em todos os níveis do seu trabalho. Seus projets se caracterizam por suas propostas inovadoras em termos de flexibilidade e boa gestão do espaço.

## Abordagem
Suas formações artísticas e universitárias, completadas por uma visão multicultural, trazem múltiplas facetas e uma dimensão complexa às suas obras. Graças à aplicação de suas reflexões sobre a identidade das cidades e das metrópoles, seus projetos respeitam e reforçam as qualidades do contexto no qual se inserem.
Favorecendo espaços abertos e uma relação forte com a natureza, seus projetos criam uma atmosfera, transmitem valores coletivos facilmente identificáveis e estabelecem um diálogo com a paisagem urbana ao redor. Sua arquitetura sóbria, com suas linhas leves e puras, baseada na redução dos volumes e na economia de formas e de materiais, demonstra que construir de modo econômico não é sinônimo de banalização ou de perda de qualidade arquitetônica.
Bastante recorrente nos seus projetos, a flexibilidade é um dos temas mais importantes para Elizabeth de Portzamparc, pois lhe permite lutar contra a obsolescência dos prédios que constrói, de garantir sua longevidade. Para ela, um projeto deve ser capaz de evoluir com o tempo e se adaptar a diversos usos e programas. Como mostram os projetos do GED e o da Estação de Le Bourget, seguindo esse princípio, ela cria prédios "total-flex" de uso misto, com plantas livres e que integram possibilidades de extensão futura sem desvirtuar o projeto inicial.
O desenvolvimento sustentável é um conceito ecossistêmico que Elizabeth de Portzamparc adota em todos os níveis de seu trabalho de acordo com as características e as necessidades de cada projeto, quer se trate de planejamento urbano ou do projeto de prédios. Ela desenvolve projetos bioclimáticos, autônomos no plano energético, que se tornam atores dessa proposta em todas as suas dimensões (ambiental, econômica e social). Recriando em seus projetos a biodiversidade local, ela integra perfeitamente seus prédios na natureza e em cada contexto.

## Temas de estudos e pesquisas
No Ateliê Internacional do Grand Paris, ela prosegue com suas pesquisas iniciadas mais de 30 anos sobre a identidade dos lugares, a vida local e as conexões entre os territórios, contribuições fundamentais para a reflexão sobre a construção das metrópoles. Ainda nessa mesma linha, ela dirigiu propostas pioneiras para o habitat sustentável, flexível, de uso misto ou prefabricado com custos controlados e de construção rápida. Esses modelos, nos quais Elizabeth trabalha desde 2004 para abrigar de maneira rápida pessoas sem-teto ou refugiados é uma reposta adequada ao problema da moradia para os mais frágeis, tema humanitário cuja importância é crescente. Colocando o Homem e a Natureza no centro de suas preocupações, ela tenta trazer, através de seus projetos, respostas adequadas às crises de nossa civilização.

## Principais projetos

### Arquitetura
- Torre bioclimática Oasis, Rabat: 230 m de altura - Concurso (2015)
- Hotel Casablanca Anfa, Casablanca, Marrocos - 23.000 m² - Concurso (2015- 2018)
- Grande Biblioteca do Campus Universitário Condorcet, Aubervilliers, França - Concurso, projeto vencedor (2014-2019)
- Estação Ferroviária Le Bourget, França: Ligne 16 do metrô de Paris - Concurso, projeto vencedor (2014-2022)
- Musée de la Romanité de Nîmes, França: arquitetura e museografia - Concurso, projeto vencedor (2012-2017)[11] [12] [13] [14]
- Conjunto residencial em Versailles-Chantiers, França: construção de prédios de habitação - Contrato privado (2012- em fase de estudos)
- Tourre de La Noue: prédio IGH de habitação mista em Bagnolet, Île-de-France, França
- Torre hotel 4 estrelas Arènes: prédio misto de hotel e residência, Casablanca, Marrocos (2009-)
- Centro Cultural Francês de Florianópolis (teatro, midiateca, restaurante) para a Aliança Francesa, Brasil - Concurso, projeto vencedor (2009-)
- Bassins à Flot : prédios residenciais para aquisição e moradias sociais (com comércios, estacionamentos - 10.000 m²) em Bordeaux, Françae (2009-2016)
- Parque de exposições Riocentro, Rio de Janeiro, Brasil - Concurso, projeto vencedor (2007-2014)

### Urbanismo
- Reestruturação do bairro da Pointe de Trivaux em Meudon-la-Forêt, França – Construção de conjuntos residenciais, comércios e serviços coletivos – Concurso (2015)
- Projeto de criação de um eco-bairro em Châtenay-Malabry, França – Concurso (2013-)
- Novo centro de Massy (Île-de-France), França: construção de prédios residenciais mistos - Concurso, projeto vencedor (2011-2017) [15]
- Tramway de Bordeaux : 145 estações e mobiliário urbano - Concurso, projeto vencedor (1997-2013)

### Planejamento regional e litorâneo
- Porto de Qinhuangdao, China – Urbanismo da península para a criação de um novo polo urbano em Qinhuangdao: criação de cais e passeios à beira-mar, residências, comércios, equipamentos, espaços verdes – Contrato privado (2013-) projeto em stand by
- EuroCalais, França, planejamento do litoral entre Calais et Wissant : reestruturação da base náutica e do canal em conexão com Calais; extensão do lago Saint Roch; moradias e equipamentos diversos – (2011)
- Dolphin’s resort, Natal, Brasil – concepção da planta geral de um eco-resort; concepção e realização de uma ponte móvel sobre o rio Santo Alberto – Contrato privado (2009)
- Planejamento do litoral de Mahdia, Tunísia – criação de uma ilha, de um porto e urbanismo da costa; renovação dos bairros vizinhos - (2008- projeto abandonado)
- Buljarica Coastal Development, Buljarica, Montenegro – Planejamento sustentável do litoral de Buljarica: criação de uma marina, estação balneárea, hotéis SPA, reestruturação da vila existente, criação de uma cidade autônoma – criação de um centro internacional de pesquisas ambientais - (2007- projeto em stand by)
- Extensão no mar em Mônaco – Concepção de um eco-território no mar: criação de fortificações marinhas com 4 km de passeio à beira-mar; concepção do urbanismo e da arquitetura do porto, praias artificiais, hotel e imóveis residenciais – (2007) Concurso, projeto abandonado pelo principado

### Museografia
- Musée de la Romanité de Nîmes, França – Concurso, projeto vencedor (2012-2017)
- Museu Jean Cocteau, Menton, França - Concurso, projeto vencedor (2008- abandonado por razões orçamentárias)
- Museu da Bretanha, Rennes, França – Concurso, projeto vencedor (1995-2006)
- Museu Nelson Atkins, Kansas City, USA- 2002
- Museu Nacional da Coréia, Seul - Concurso, projeto vencedor (1992- abandonado)

### Arquitetura de interiores
- Sede do Banco Federal dos Bancos Populares, Paris, França – Concurso, projeto vencedor (2003)
- Sede do Jornal Le Monde, Paris, França – Contrato privado (2003)
- Restaurante Les Grandes Marches, Paris, França –  Contrato privado (2000)
- Sede do Canal+, Issy-les-Moulineaux, França – Contrato privado (1998)
- Embaixada da França em Berlim, Alemanha – Concurso, projeto vencedor (1996)
- Café da Música, Paris, França – Contrato privado (1994)

### Design
- Luminária « Volux » editada por Radian (2004)
- Luminárias urbanas « Hestia » e « Moon Torch » editadas por Comatelec (2002)
- Cadeira « Opéra » editada por Poltrona Frau (2000)
- Poltronas « Zache 2 » et « Zache 2 em vime » editadas por Bonacina (2000)
- Poltronas « Dune » editadas por Quinette Gallay (1999)
- Cabideiro « Jazz » (1989), adquirido pelo Fonds National d’Art Contemporain
- Bureau « 24 heures » (1988), adquirido pelo Fonds National d’Art Contemporain

### Pesquisa operacional (4 fases)
- Revolution Precrafted Homes: projeto Home Pavilion, moradias pré-fabricadas por arquitetos, designers e artistas renomados (2015)
- Exposição Casa Cidade Mundo no Rio de Janeiro, Brasil: croquis de um conceito de casas pré-fabricadas que respeitam a natureza e a identidade das cidades (2015)
- Estudo de moradias pré-fabricadas para o Grand Paris (2012/2013)
- Projeto de moradias pré-fabricadas para o Estado de Santa Catarina, Brasil (2009)

## Prêmios
- 2016 - O Musée de la Romanité de Nîmes ganha o prêmio « Future Heritage Award » em Dubrovnik, Croácia[16]
- 2014 - Medalha do Senado Francês pela sua carreira
- Desde 2012 - Membro do Conselho Científico do Atelier International du Grand Paris

- 2014 - Medalha do Senado Francês pela sua carreira
- 2005 - Prêmio MIPIM de Design pela Reabilitação do edifício "Le Monde" - Cannes, França
- 2002 - "Lighting Design Award" pour a luminária urbana HESTIA - Londres, Reino-Unido
- 2002 - Prêmio Internacional na categoria "Hotelaria" pelo restaurante "Les Grandes Marches", Contract World Award, Hanover
- 1999 - Prêmio Internacional de Design e Arquitetura de Interiores, Fundação Candido Mendes, entregue por Sergio Bernardes - Rio de Janeiro

## Principais eventos
- 4a Bienal de Arquitetura a Urbanismo de Caen, (Re)Construir a cidade sob medida: palestra sobre o tema "Fabricar um tecido urbano contemporâneo", dia 8 de outubro de 2016
- Simpósio (Re)Criar o mundo: palestra sobre o tema "Arquitetura e visões do mundo: o renascimento da arquitetura e de nossa civilização?", dia 20 de maio de 2016 na Philharmonie de Paris
- Participação na exposição Les passagers du Grand Paris Express, de 11 de março a 22 de maio de 2016 em Boulogne-Billancourt
- Participation na exposição Casa Cidade Mundo, de 3 de outubro a 14 de novembro de 2015 no Rio de Janeiro
- Conferência no Forum Internacional Rio Academy sobre o tema "Urbanismo e mobilidade", dia 21 de julho de 2015 no Rio de Janeiro
- Conferência no Centro Pierres Vives sobre o tema Identidade urbana: o local e o global, dia 6 de fevereiro de 2014 em Montpellier
- Participação na mesa-redonda sobre o tema "Arquitetura e Ciname" na segunda edição do festival Cinecoa, dia 29 de setembro de 2012 em Vila Nova de Foz Côa, Portugal
- Participation na exposição "MDF, des créateurs pour un matériau", de 24 de abril a 22 de maio de 1988 na Fondation Cartier pour l’art contemporain, Paris

## Principais publicações
- Participação no catálogo da Bienal de Arquitetura e Urbanismo de Caen, 2016
- Participação no catálogo da exposição "Une brève histoire de l’avenir" no Museu do Louvre, de 24 de setembro de 2015 a 4 de janeiro de 2016
- Participação no livro "Cher Corbu…", em homenagem a Le Corbusier na ocasião do 50° aniversário de sua morte, janeiro de 2015
- Participação no número 3 da revista Stream sobre o tema "Desafios do local na era do urbanismo global", novembro de 2014
- Participação na edição especial da revista L’Architecture Aujourd’hui em homenagem a Oscar Niemeyer – Paroles d’Architectes (página 23), 2013
- Livro sobre o Museu da Bretanha (museografia), 2006
- Pesquisa para o Ministério do Meio-Ambiente e das Condições de vida : « Extension de la démocratie locale, nouveaux acteurs sociaux stratégies d’information », 1982
- Estudo "Les quartiers d’Antony": analyse et diagnostique urbain et socio-économique de la ville, 1980
- Realização do « Plan de référence d’Antony » com Georges Douarre: proposição de planejamento urbano (planta de circulação, equipamentos urbanos e moradias), 1980
- Pesquisa para o Établissement Public de la Ville Nouvelle de Saint-Quentin en Yvelines: Le quartier Elancourt-Maurepas. De la ville nouvelle des aménageurs à celle des habitants. Com Marie-Odile Terrenoire, 1975

## Galeria

Vista do Musée de la RomanitéVista do Musée de la Romanité
Vista do Grand Equipement Documentaire (GED) em AubervilliersVista do Grand Equipement Documentaire (GED) em Aubervilliers
Mobiliário Urbano do Tramway de BordeauxMobiliário Urbano do Tramway de Bordeaux
Vista da Estação de Le BourgetVista da Estação de Le Bourget